# Crazy Amy
Pour plus de détails, voir Fiche technique et Distribution.
Crazy Amy ou Cas désespéré au Québec (Trainwreck) est un film américano-japonais réalisé par Judd Apatow et sorti en 2015. Produit par Apatow Productions et distribué par Universal Pictures, le film est écrit par Amy Schumer qui incarne également le rôle principal féminin.
Succès critique et commercial, Crazy Amy obtient deux nominations aux Golden Globes 2016.

## Synopsis
Depuis son enfance, le père d’Amy n’a eu de cesse de lui répéter qu’il n’est pas réaliste d’être monogame. Devenue journaliste, Amy vit selon ce credo, appréciant sa vie de jeune femme libre et désinhibée loin des relations amoureuses, qu’elle considère étouffantes et ennuyeuses ; mais en réalité, elle s’est un peu enlisée dans la routine. Quand elle se retrouve à craquer pour le sujet de son nouvel article, un brillant et charmant médecin du sport nommé Aaron Conners, Amy commence à se demander si les autres adultes, y compris ce type qui semble vraiment l’apprécier, n’auraient pas quelque chose à lui apprendre.

## Fiche technique
Sauf indication contraire, les informations mentionnées dans cette section peuvent être confirmées par la base de données cinématographiques IMDb,  présente dans la section « Liens externes ».
- Titre français : Crazy Amy
- Titre québécois : Cas désespéré[1]
- Titre original : Trainwreck
- Réalisation : Judd Apatow
- Scénario : Amy Schumer
- Photographie : Jody Lee Lipes
- Direction artistique : Deborah Jansen
- Montage : William Kerr, Peck Prior et Paul Zucker
- Musique : Jon Brion
- Décors : Kevin Thompson, décors de plateau par Debra Schutt
- Costumes : Lessa Evans et Jessica Albertson
- Production : Judd Apatow et Barry Mendel
- Sociétés de production : Apatow Productions, Dentsu et Fuji Television
- Société de distribution : Universal Pictures (France, États-Unis), Copiapoa Film (Japon)
- Format : couleur — 35 mm (Arricam LT et Arricam ST) — 2,35:1 — son Dolby Digital / SDDS / Datasat
- Genre : comédie
- Pays de production :  États-Unis,  Japon
- Langue originale : anglais
- Durée : 125 minutes, 129 minutes (version non censurée)
- Dates de sortie : 
  - États-Unis et Canada : 17 juillet 2015
  - France : 18 novembre 2015
- (fr) Mention CNC : tous publics (visa d'exploitation no 143373 délivré le 29 octobre 2015)[2]

## Distribution
- Amy Schumer (V.F. : Aurore Bonjour ; V.Q. : Bianca Gervais) : Amy Townsend[3]
- Bill Hader (V.F. : Fabrice Josso, V.Q. : Gilbert Lachance) : Dr Aaron Conners[3]
- Brie Larson (V.F. : Célia Asensio, V.Q. : Stéfanie Dolan) : Kim Townsend [3]
- Tilda Swinton (V.Q. : Nathalie Coupal) : Dianna[3]
- Colin Quinn (V.F. : Patrick Raynal, V.Q. : Marc Bellier) : Gordon Townsend[3]
- John Cena (V.F. : Raphaël Cohen, V.Q. : Patrick Chouinard) : Steven[3]
- Mike Birbiglia : Tom[3]
- Jon Glaser (V.Q. : Antoine Durand) : Schultz[3]
- Vanessa Bayer (V.Q. : Pascale Montreuil) : Nikki[3]
- Ezra Miller (V.Q. : Kevin Houle) : Donald[3]
- LeBron James (V.F. : Daniel Lobé ; V.Q. : Thiéry Dubé) : lui-même[4]
- Method Man : Temembe[4]
- Norman Lloyd (V.Q. : Aubert Pallascio) : Norman[5]
- Daniel Radcliffe (V.F. : Kelyan Blanc) : lui-même dans le rôle du promeneur de chiens dans le film du même nom
- Marisa Tomei : elle-même dans le rôle de la propriétaire de chiens dans le film The Dog Walker[6]
- Randall Park (V.F. : Loïc Guingand ; V.Q. : Martin Desgagné) : Bryson[7]
- Bridget Everett : Kat
- Pete Davidson : un patient du docteur Conners
- Leslie Jones : la patronne énervée du Subay
- Amar'e Stoudemire : lui-même
- Marv Albert : lui-même
- Chris Evert : elle-même
- Tony Romo : lui-même
- Matthew Broderick (V.F. : William Coryn, V. Q. : Alain Zouvi) : lui-même

 Source et légende : version française (VF) sur RS Doublage et Casting Machine, version québécoise (VQ) sur Doublage Qc.ca

## Production

### Genèse et développement
En 2013, Universal Pictures met une option sur un script sans titre écrit par Amy Schumer qui souhaite tenir le rôle principal. En novembre 2013, Judd Apatow est annoncé comme réalisateur.
Dans une interview pour The New York Times, Amy Schumer révèle que son scénario original voyait son personnage présenté comme une vendeuse de voitures d’occasion. Le script a ensuite évolué vers une version davantage axée sur la comédie et inspiré du propre passé de l'actrice.

### Attribution des rôles
En janvier 2014, Bill Hader rejoint le film. En février 2014, Brie Larson est annoncée. En mars 2014, Colin Quinn, Barkhad Abdi, Mike Birbiglia, Jon Glaser, Vanessa Bayer, John Cena, Ezra Miller ou encore Tilda Swinton sont confirmés, alors que Barkhad Abdi — un temps annoncé — quitte le projet. En mai 2014, le rappeur Method Man et LeBron James rejoignent le film, ce dernier dans le rôle prévu pour Barkhad Abdi. La participation de Daniel Radcliffe est ensuite révélé. Le mois suivant, Marisa Tomei est annoncée pour tourner de brèves scènes avec Daniel Radcliffe.

### Tournage
Le tournage débute le 19 mai 2014 à New York. Des scènes sont notamment tournées à Manhattan (Madison Square Garden, Bryant Park) et Long Island. Il se déroule également à Hempstead.
Les prises de vues s'achèvent en août 2014.

## Sortie et accueil

### Fusillade de Lafayette
Le 23 juillet 2015, lors d'une projection du film au Grand 16 Theater à Lafayette en Louisiane, un homme armé ouvre le feu à l'intérieur de la salle, tuant trois personnes et en blessant sept autres. Le tireur a ensuite retourné l'arme contre lui et s'est donné la mort. La police de Lafayette a dit qu'elle a répondu à un appel du cinéma aux alentours de 19h30,. Une personne du public indique qu'un « homme blanc âgé » a commencé à tirer vingt minutes après le début du film. Sur son compte Twitter, Amy Schumer a déclaré que son « cœur est brisé » et que ses pensées vont pour les habitants de la Louisiane.

### Accueil critique
Dans l'ensemble des critiques spécialisées anglophones, Crazy Amy est généralement bien accueilli, obtenant 85 % sur le site Rotten Tomatoes, pour 135 critiques et une moyenne de 7,3⁄10 et un score de 75⁄100 sur le site Metacritic, pour 41 critiques. En France, la réception est plus modérée avec une moyenne de 3,2⁄5 sur le site AlloCiné pour 24 critiques.

### Box-office
Crazy Amy sort le 17 juillet 2015 aux États-Unis dans 3 158 salles et rapporte 10 738 440 $ le jour de sa sortie, pour un ratio de 3 400 $ par salles . Pour son premier week-end d'exploitation, le long-métrage récolte 30 097 040 $ de recettes, résultat qui lui permet de prendre la troisième place du box-office. Il s'agit du second meilleur démarrage pour Judd Apatow en tant que réalisateur derrière En cloque, mode d'emploi (30 690 990 $ dans 2 871 salles à la même période en 2007). Finalement, Crazy Amy a rapporté 102 647 395 $ de recettes américaines et 29 296 198 $ à l'international, pour un cumul de 139 508 898 $ de recettes mondiales. En France, le film ne parvient qu'à enregistrer 59 729 entrées sur 104 salles.

## Distinctions

### Récompenses
- Festival du film de Hollywood 2015 : Hollywood Comedy Film Award pour Amy Schumer

### Nominations
- Golden Globes 2016 :
  - Meilleur film musical ou de comédie
  - Meilleure actrice dans un film musical ou une comédie pour Amy Schumer